# Dan Woodgate
Dan Woodgate właśc. Daniel Mark Woodgate (ur. 19 października 1960 w Londynie) – brytyjski muzyk, najbardziej znany jako perkusista brytyjskiego zespołu ska poprockowego Madness. Znany jest też pod pseudonimem Woody.
Gra w Madness od 1978 roku do dziś. Uczestniczył w nagraniach wszystkich albumów zespołu. Sporadycznie jest też kompozytorem (utwory "Return of The Los Palmas 7", "Michael Caine" i "Sunday Morning"). Po rozpadzie Madness od 1986 roku gra w zespole Voice of the Beehive, z którym nagrał trzy albumy: Let It Bee (1988), Honey Lingers (1991) oraz Sex & Misery (1995).
Można go było zobaczyć 4 sierpnia 2009 na Open’er Festival w Gdyni gdzie wystąpił z Madness.